# 간다라인
간다라인(산스크리트어: गंधारी)은 베다 시대의 고대 인도 국가 중 하나인 간다라를 형성한 고대 인도아리아인 집단이다.